# Pardosa rara
Pardosa rara este o specie de păianjeni din genul Pardosa, familia Lycosidae. A fost descrisă pentru prima dată de Keyserling, 1891. Conform Catalogue of Life specia Pardosa rara nu are subspecii cunoscute.